# Superintendent's Residence (Colorado)
Pour les articles homonymes, voir Superintendent's Residence.
La Superintendent's Residence est une maison américaine située dans le comté d'Alamosa, dans le Colorado. Protégée au sein des parc national et réserve des Great Sand Dunes, cette bâtisse dans le style rustique du National Park Service est inscrite au Registre national des lieux historiques depuis le 2 novembre 1989.